# Pink Floyd: Live at Pompeii
Pink Floyd: Live at Pompeii is een film uit 1972 geregisseerd door Adrian Maben, met in de hoofdrol de Britse rockband Pink Floyd. Pink Floyd speelt in de film zes nummers in het amfitheater van Pompeii zonder publiek. Maben vulde de beelden aan met shots van opgravingen en van de Vesuvius. In september 1972 was de film te zien in de theaters.
De nummers "A Saucerful of Secrets", "One of These Days" en "Echoes" werden gefilmd van 4 oktober tot 7 oktober 1971. De andere nummers werden gefilmd in een studio in Parijs. Dit gebeurde eind 1971, begin 1972.
In augustus 1974 verscheen er een tweede versie van de film, met daarin opnamen uit de Abbey Road studio's. Hij verscheen inmiddels op video en in 2003 op dvd.

## Tracklist

### Origineel (1972)
1. "Intro Song"
2. "Echoes, Part 1"
3. "Careful with That Axe, Eugene"
4. "One of These Days"
5. "A Saucerful of Secrets"
6. "Set the Controls for the Heart of the Sun"
7. "Mademoiselle Nobs"
8. "Echoes, Part 2"

### Nieuwere versie (1974)
1. "Intro Song"
2. "Echoes, Part I"
3. "On the Run"
4. "Careful with That Axe, Eugene"
5. "A Saucerful of Secrets"
6. "Us and Them"
7. "One of These Days"
8. "Set the Controls for the Heart of the Sun"
9. "Brain Damage"
10. "Mademoiselle Nobs"
11. "Echoes, Part II"